# TOCHKA
『TOCHKA』（トーチカ）は、2008年製作の日本の映画である。
監督は松村浩行。主演は藤田陽子と菅田俊。

## キャスト
- 藤田陽子
- 菅田俊
- 上野龍成
- 上野凌雅
- モモ・ゴッツ・サッタール

## 発表
2011年、第22回東京国際映画祭日本映画・ある視点部門に出品される。